# William Mundy (Markeaton)
William Mundy (14 de setembre de 1801 - 20 d'abril de 1877) era el fill de Francis Mundy, un membre del parlament per Derby. Va ser jutge de la pau i també MP. El 1844 va ser High Sheriff de Derbyshire.

## Biografia
Mundy era fill de Francis Mundy, un membre del parlament per Derby. La seva germana, Constance, estava casada amb William Henry Fox Talbot, el fotògraf.
La seva germana, Laura, va morir l'1 de setembre de 1842 a Londres. El 1856 va ser el president de la Derby Town and County Museum and Natural History Society. La col·lecció de la societat va créixer i el 1856 es va exposar per primera vegada al poble per Mundy però finalment l'oferta va ser rebutjada.